# Georgy Adelson-Velsky
Georgy Maximovich Adelson-Velsky (en russe : Гео́ргий Макси́мович Адельсо́н-Ве́льский,  parfois translittéré en Georgii Adelson-Velskii), né le 8 janvier 1922 à Samara et mort le  26 avril 2014 à Givatayim, est un mathématicien et informaticien soviétique.

## Formation
Adelson-Velsky est né Samara ; il a reçu une formation de mathématicien pur. Son premier article, avec son camarade Alexandre Kronrod, date de 1945 ; il remporte un prix de la Société mathématique de Moscou. Lui et Kronrod sont les derniers étudiants de Nikolaï Louzine. Adelson-Velsky obtient son doctorat en 1949 sous la direction d'Israel Gelfand.

## Carrière
Adelson-Velsky commence à travailler sur des problèmes d'intelligence artificielle et d'autres sujets appliqués à la fin des années 1950. Avec Evgenii Landis, il invente la structure d'arbre AVL en 1962. Il s'agit de la première structure de données d'arbre de recherche binaire équilibrée connue.
À partir de 1963, Adelson-Velsky dirige le développement d'un programme d'échecs à l'Institut de physique théorique et expérimentale de Moscou. Ses innovations incluent la première utilisation de bitboards (une méthode désormais courante pour représenter les positions de jeu) dans les programmes d'échecs. Le programme a battu le programme Kotok-McCarthy lors du premier match d'échecs entre programmes informatiques en 1966 ; il prend le nom de Kaissa, et devient le premier champion du monde d'échecs informatique. 
En août 1992, Adelson-Velsky s'installe en Israël et réside à Ashdod. Il travaille comme professeur au département de mathématiques et d'informatique de l'université Bar-Ilan. Il meurt le 26 avril 2014 à Givatayim.

## Publications (sélection)
- G. M. Adel'son-Vel'skiĭ et A. S. Kronrod, « On a direct proof of the analyticity of a monogenic function », Doklady Akademii Nauk SSSR, vol. 50,‎ 1945, p. 7–9 (MR 0051912).
- G. M. Adel'son-Vel'skiĭ et E. M. Landis, « An algorithm for organization of information », Doklady Akademii Nauk SSSR, vol. 146,‎ 1962, p. 263–266 (MR 0156719).
- G. M. Adel'son-Vel'skiĭ, V. L. Arlazarov, A. R. Bitman, A. A. Životovskiĭ et A. V. Uskov, « On programming a computer for playing chess », Akademiya Nauk SSSR I Moskovskoe Matematicheskoe Obshchestvo, vol. 25, no 2 (152),‎ 1970, p. 221–260 (MR 0261965). Traduction :  « Programming a computer to play chess », Russian Mathematical Surveys 25: 221–262, 1970, lire en ligne=https://www.mathnet.ru/eng/rm5324